# I liga paragwajska w piłce nożnej (1998)
Mistrzem Paragwaju został klub Club Olimpia, natomiast wicemistrzem Paragwaju - Cerro Porteño.
Sezon podzielony został na dwa turnieje - Apertura i Clausura. Zwycięzcy obu turniejów mieli zmierzyć się o mistrzostwo kraju, a zwycięzca miał zdobyć tytuł mistrza, natomiast przegrany tytuł wicemistrza Paragwaju.
Do turniejów międzynarodowych zakwalifikowały się następujące kluby:
- Copa Mercosur 1999: Cerro Porteño, Club Olimpia
- Copa Libertadores 1999: Club Olimpia, Cerro Porteño
- Copa CONMEBOL 1999: Club Sol de América (wycofał się i został zastąpiony przez klub Sportivo San Lorenzo)

Do drugiej ligi spadły dwa kluby - Club Nacional i Club Libertad. Na ich miejsce z drugiej ligi awansował klub Resistencia SC. Liga została zmniejszona z 12 do 11 klubów.

## Torneo Apertura 1998

### Apertura 1
| Mecz 15-17 lutego                             |
| --------------------------------------------- |
| Club Presidente Hayes - Club Nacional 2:2     |
| Atlético Colegiales - Club Guaraní 1:1        |
| Club Sol de América - Cerro Corá Asunción 4:3 |
| Club Olimpia - Sportivo Luqueño 4:1           |
| Cerro Porteño - Sportivo San Lorenzo 2:1      |
| Club Libertad - 12 de Octubre Itaugua 1:1     |

### Apertura 2
| Data           | Mecz                                            |
| -------------- | ----------------------------------------------- |
| 22 lutego 1998 | Club Olimpia - Club Presidente Hayes 1:1        |
| 22 lutego 1998 | Cerro Corá Asunción - Club Libertad 0:1         |
| 22 lutego 1998 | 12 de Octubre Itaugua - Atlético Colegiales 2:1 |
| 22 lutego 1998 | Club Guaraní - Club Nacional 2:1                |
| 22 lutego 1998 | Cerro Porteño - Sportivo Luqueño 6:0            |
| 22 lutego 1998 | Sportivo San Lorenzo - Club Sol de América 1:1  |

### Apertura 3
| Data         | Mecz                                            |
| ------------ | ----------------------------------------------- |
| 1 marca 1998 | Atlético Colegiales - Club Presidente Hayes 1:0 |
| 1 marca 1998 | Club Sol de América - Club Guaraní 1:1          |
| 1 marca 1998 | Club Libertad - Club Nacional 1:1               |
| 1 marca 1998 | Cerro Porteño - 12 de Octubre Itaugua 2:0       |
| 1 marca 1998 | Cerro Corá Asunción - Club Olimpia 0:1          |
| 1 marca 1998 | Sportivo Luqueño - Sportivo San Lorenzo 2:0     |

### Apertura 4
| Data         | Mecz                                           |
| ------------ | ---------------------------------------------- |
| 8 marca 1998 | Club Olimpia - Club Sol de América 1:0         |
| 8 marca 1998 | Sportivo Luqueño - Club Libertad 2:0           |
| 8 marca 1998 | Sportivo San Lorenzo - Atlético Colegiales 2:0 |
| 8 marca 1998 | Cerro Corá Asunción - Club Nacional 2:2        |
| 8 marca 1998 | 12 de Octubre Itaugua - Club Guaraní 1:1       |
| 8 marca 1998 | Cerro Porteño - Club Presidente Hayes 1:2      |

### Apertura 5
| Data          | Mecz                                              |
| ------------- | ------------------------------------------------- |
| 15 marca 1998 | Atlético Colegiales - Sportivo Luqueño 1:3        |
| 15 marca 1998 | Cerro Porteño - Club Sol de América 3:1           |
| 15 marca 1998 | Club Guaraní - Cerro Corá Asunción 2:3            |
| 15 marca 1998 | Club Libertad - Club Olimpia 0:2                  |
| 15 marca 1998 | Club Nacional - Sportivo San Lorenzo 2:0          |
| 15 marca 1998 | Club Presidente Hayes - 12 de Octubre Itaugua 2:1 |

### Apertura 6
| Data          | Mecz                                            |
| ------------- | ----------------------------------------------- |
| 22 marca 1998 | Cerro Corá Asunción - 12 de Octubre Itaugua 3:2 |
| 22 marca 1998 | Club Olimpia - Atlético Colegiales 1:0          |
| 22 marca 1998 | Sportivo San Lorenzo - Club Guaraní 0:1         |
| 22 marca 1998 | Club Sol de América - Club Presidente Hayes 1:0 |
| 22 marca 1998 | Sportivo Luqueño - Club Nacional 2:2            |
| 22 marca 1998 | Cerro Porteño - Club Libertad 1:0               |

### Apertura 7
| Data            | Mecz                                             |
| --------------- | ------------------------------------------------ |
| 5 kwietnia 1998 | Cerro Corá Asunción - Club Presidente Hayes 0:0  |
| 5 kwietnia 1998 | 12 de Octubre Itaugua - Sportivo San Lorenzo 4:0 |
| 5 kwietnia 1998 | Sportivo Luqueño - Club Guaraní 2:0              |
| 5 kwietnia 1998 | Club Olimpia - Club Nacional 3:0                 |
| 5 kwietnia 1998 | Cerro Porteño - Atlético Colegiales 3:2          |
| 5 kwietnia 1998 | Club Libertad - Club Sol de América 2:0          |

### Apertura 8
| Data             | Mecz                                           |
| ---------------- | ---------------------------------------------- |
| 12 kwietnia 1998 | Club Libertad - Club Presidente Hayes 0:1      |
| 12 kwietnia 1998 | Club Sol de América - Atlético Colegiales 0:0  |
| 12 kwietnia 1998 | Cerro Porteño - Club Nacional 3:2              |
| 12 kwietnia 1998 | Club Olimpia - Club Guaraní 0:1                |
| 12 kwietnia 1998 | Cerro Corá Asunción - Sportivo San Lorenzo 1:3 |
| 12 kwietnia 1998 | Sportivo Luqueño - 12 de Octubre Itaugua 1:0   |

### Apertura 9
| Data        | Mecz                                             |
| ----------- | ------------------------------------------------ |
| 3 maja 1998 | Atlético Colegiales - Club Libertad 0:0          |
| 3 maja 1998 | Club Sol de América - Club Nacional 3:1          |
| 3 maja 1998 | Cerro Corá Asunción - Sportivo Luqueño 1:1       |
| 3 maja 1998 | 12 de Octubre Itaugua - Club Olimpia 1:0         |
| 3 maja 1998 | Cerro Porteño - Club Guaraní 2:0                 |
| 3 maja 1998 | Club Presidente Hayes - Sportivo San Lorenzo 1:1 |

### Apertura 10
| Data         | Mecz                                          |
| ------------ | --------------------------------------------- |
| 10 maja 1998 | Club Presidente Hayes - Club Guaraní 1:0      |
| 10 maja 1998 | Club Sol de América - Sportivo Luqueño 1:1    |
| 10 maja 1998 | Club Nacional - 12 de Octubre Itaugua 4:0     |
| 10 maja 1998 | Atlético Colegiales - Cerro Corá Asunción 2:1 |
| 10 maja 1998 | Club Libertad - Sportivo San Lorenzo 2:2      |
| 10 maja 1998 | Cerro Porteño - Club Olimpia 1:1              |

### Apertura 11
| Data         | Mecz                                            |
| ------------ | ----------------------------------------------- |
| 17 maja 1998 | Sportivo San Lorenzo - Club Olimpia 2:1         |
| 17 maja 1998 | Club Guaraní - Club Libertad 2:1                |
| 17 maja 1998 | Cerro Corá Asunción - Cerro Porteño 1:0         |
| 17 maja 1998 | Club Presidente Hayes - Sportivo Luqueño 1:2    |
| 17 maja 1998 | Atlético Colegiales - Club Nacional 2:1         |
| 17 maja 1998 | 12 de Octubre Itaugua - Club Sol de América 2:0 |

### Tabela końcowa Apertura 1998
| Poz | Klub                  | Mecze | Zw | Rem | Por | Pkt | BrZd | BrStr |
| --- | --------------------- | ----- | -- | --- | --- | --- | ---- | ----- |
| 1   | Cerro Porteño         | 11    | 8  | 1   | 2   | 25  | 24   | 10    |
| 2   | Sportivo Luqueño      | 11    | 6  | 3   | 2   | 21  | 17   | 16    |
| 3   | Club Olimpia          | 11    | 6  | 2   | 3   | 20  | 15   | 7     |
| 4   | Club Presidente Hayes | 11    | 4  | 4   | 3   | 16  | 11   | 10    |
| 5   | Club Guaraní          | 11    | 4  | 3   | 4   | 15  | 11   | 13    |
| 6   | 12 de Octubre Itaugua | 11    | 4  | 2   | 5   | 14  | 14   | 15    |
| 7   | Club Sol de América   | 11    | 3  | 4   | 4   | 13  | 12   | 15    |
| 8   | Cerro Corá Asunción   | 11    | 3  | 3   | 5   | 12  | 15   | 18    |
| 9   | Atlético Colegiales   | 11    | 3  | 3   | 5   | 12  | 10   | 14    |
| 10  | Sportivo San Lorenzo  | 11    | 3  | 3   | 5   | 12  | 12   | 17    |
| 11  | Club Nacional         | 11    | 2  | 4   | 5   | 10  | 18   | 20    |
| 12  | Club Libertad         | 11    | 2  | 4   | 5   | 10  | 8    | 12    |

Przed Liguillą czołowe 6 klubów otrzymało dodatkowe bonusy w zależności od zajętego miejsca - klub na pierwszym miejscu otrzymał 3 punkty, na drugim - 2.5 punktu, na trzecim - 2 punkty, czwarty - 1.5 punktu, piąty - 1 punkt i szósty - 0.5 punktu.

### Liguilla Apertura
| Mecze: 21-22 maja 1998                                    |
| --------------------------------------------------------- |
| Club Olimpia - Sportivo Luqueño 5:1                       |
| Club Guaraní - Club Sol de América 4:3                    |
| 12 de Octubre Itaugua - Club Presidente Hayes 2:0         |
| Cerro Porteño Presidente Franco - Cerro Corá Asunción 2:0 |

| Data         | Mecz                                                        |
| ------------ | ----------------------------------------------------------- |
| 25 maja 1998 | 12 de Octubre Itaugua - Cerro Corá Asunción 2:2             |
| 25 maja 1998 | Club Sol de América - Club Olimpia 1:0                      |
| 25 maja 1998 | Club Guaraní - Sportivo Luqueño 1:1                         |
| 25 maja 1998 | Cerro Porteño Presidente Franco - Club Presidente Hayes 4:2 |

| Mecze: 28-29 maja 1998                                      |
| ----------------------------------------------------------- |
| Club Sol de América - Sportivo Luqueño 2:1                  |
| Club Olimpia - Club Guaraní 2:0                             |
| Cerro Porteño Presidente Franco - 12 de Octubre Itaugua 4:0 |
| Cerro Corá Asunción - Club Presidente Hayes 1:0             |

W poniższych tabelach uwzględniono otrzymane wcześniej bonusy za pozycję w tabeli pierwszej fazy turnieju Apertura.
| Poz | Klub                | Mecze | Zw | Rem | Por | Pkt | BrZd | BrStr |
| --- | ------------------- | ----- | -- | --- | --- | --- | ---- | ----- |
| 1   | Club Olimpia        | 2     | 1  | 0   | 1   | 5   | 5    | 2     |
| 2   | Club Guaraní        | 2     | 1  | 1   | 0   | 5   | 5    | 4     |
| 3   | Sportivo Luqueño    | 2     | 0  | 1   | 1   | 3.5 | 2    | 6     |
| 4   | Club Sol de América | 2     | 1  | 0   | 1   | 3   | 4    | 4     |

| Poz | Klub                  | Mecze | Zw | Rem | Por | Pkt | BrZd | BrStr |
| --- | --------------------- | ----- | -- | --- | --- | --- | ---- | ----- |
| 1   | Cerro Porteño         | 2     | 2  | 0   | 0   | 9   | 6    | 2     |
| 2   | 12 de Octubre Itaugua | 2     | 1  | 1   | 0   | 3.5 | 4    | 2     |
| 3   | Club Presidente Hayes | 2     | 0  | 0   | 2   | 1.5 | 2    | 6     |
| 4   | Cerro Corá Asunción   | 2     | 0  | 1   | 1   | 1   | 2    | 4     |

### 1/2 finału
| Data           | Mecz                                               |
| -------------- | -------------------------------------------------- |
| 31 maja 1998   | Club Olimpia - 12 de Octubre Itaugua 3:1           |
| 31 maja 1998   | Club Sol de América - Cerro Porteño 1:0            |
| 2 czerwca 1998 | 12 de Octubre Itaugua - Club Olimpia 1:1           |
| 2 czerwca 1998 | Cerro Porteño - Club Sol de América 1:0, karne 6:7 |

### Finał
| Data           | Mecz                                   |
| -------------- | -------------------------------------- |
| 5 czerwca 1998 | Club Olimpia - Club Sol de América 2:0 |
| 7 czerwca 1998 | Club Sol de América - Club Olimpia 1:1 |

Zwycięzcą turnieju Apertura w roku 1998 został klub Club Olimpia.

## Torneo Clausura 1998

### Clausura 1
| Mecze: 25-26 lipca 1998                       |
| --------------------------------------------- |
| Cerro Porteño - Sportivo San Lorenzo 2:1      |
| Club Olimpia - Sportivo Luqueño 0:1           |
| 12 de Octubre Itaugua - Club Libertad 2:1     |
| Club Guaraní - Atlético Colegiales 0:3        |
| Club Nacional - Club Presidente Hayes 2:2     |
| Cerro Corá Asunción - Club Sol de América 0:3 |

### Clausura 2
| Mecze: 1-2 sierpnia 1998                        |
| ----------------------------------------------- |
| Cerro Porteño - Sportivo Luqueño 5:0            |
| Club Libertad - Cerro Corá Asunción 1:1         |
| 12 de Octubre Itaugua - Atlético Colegiales 2:3 |
| Club Nacional - Club Guaraní 2:2                |
| Club Sol de América - Sportivo San Lorenzo 1:1  |
| Club Presidente Hayes - Club Olimpia 0:0        |

### Clausura 3
| Mecze: 8 - 9 sierpnia 1998                                                           |
| ------------------------------------------------------------------------------------ |
| 12 de Octubre Itaugua - Cerro Porteño 2:5                                            |
| Cerro Corá Asunción - Club Olimpia 1:0                                               |
| Club Presidente Hayes - Atlético Colegiales 0:1                                      |
| Club Nacional - Club Libertad 3:3 niektóre źródła mówią, że wygrał Club Nacional 3:2 |
| Club Guaraní - Club Sol de América 2:2                                               |
| Sportivo San Lorenzo - Sportivo Luqueño 1:1                                          |

### Clausura 4
| Data             | Mecz                                           |
| ---------------- | ---------------------------------------------- |
| 16 sierpnia 1998 | Club Nacional - Cerro Corá Asunción 1:5        |
| 16 sierpnia 1998 | Club Libertad - Sportivo Luqueño 0:0           |
| 16 sierpnia 1998 | Club Guaraní - 12 de Octubre Itaugua 1:1       |
| 16 sierpnia 1998 | Club Olimpia - Club Sol de América 1:2         |
| 16 sierpnia 1998 | Atlético Colegiales - Sportivo San Lorenzo 2:0 |
| 16 sierpnia 1998 | Club Presidente Hayes - Cerro Porteño 1:3      |

### Clausura 5
| Data             | Mecz                                              |
| ---------------- | ------------------------------------------------- |
| 23 sierpnia 1998 | Club Olimpia - Club Libertad 3:1                  |
| 23 sierpnia 1998 | Cerro Porteño - Club Sol de América 1:0           |
| 23 sierpnia 1998 | Sportivo Luqueño - Atlético Colegiales 3:1        |
| 23 sierpnia 1998 | Sportivo San Lorenzo - Club Nacional 1:1          |
| 23 sierpnia 1998 | 12 de Octubre Itaugua - Club Presidente Hayes 3:2 |
| 23 sierpnia 1998 | Cerro Corá Asunción - Club Guaraní 1:3            |

### Clausura 6
| Data             | Mecz                                            |
| ---------------- | ----------------------------------------------- |
| 30 sierpnia 1998 | Cerro Porteño - Club Libertad 3:0               |
| 30 sierpnia 1998 | Atlético Colegiales - Club Olimpia 0:0          |
| 30 sierpnia 1998 | 12 de Octubre Itaugua - Cerro Corá Asunción 3:1 |
| 30 sierpnia 1998 | Club Nacional - Sportivo Luqueño 2:2            |
| 30 sierpnia 1998 | Club Guaraní - Sportivo San Lorenzo 2:0         |
| 30 sierpnia 1998 | Club Presidente Hayes - Club Sol de América 0:0 |

### Clausura 7
| Data            | Mecz                                             |
| --------------- | ------------------------------------------------ |
| 6 września 1998 | Cerro Corá Asunción - Club Presidente Hayes 4:2  |
| 6 września 1998 | 12 de Octubre Itaugua - Sportivo San Lorenzo 1:3 |
| 6 września 1998 | Sportivo Luqueño - Club Guaraní 0:1              |
| 6 września 1998 | Cerro Porteño - Atlético Colegiales 4:0          |
| 6 września 1998 | Club Olimpia - Club Nacional 4:0                 |
| 6 września 1998 | Club Sol de América - Club Libertad 1:1          |

### Clausura 8
| Mecz                                           |
| ---------------------------------------------- |
| 12 de Octubre Itaugua - Sportivo Luqueño 1:0   |
| Cerro Corá Asunción - Sportivo San Lorenzo 1:1 |
| Atlético Colegiales - Club Sol de América 2:1  |
| Club Guaraní - Club Olimpia 2:1                |
| Club Nacional - Cerro Porteño 1:1              |
| Club Presidente Hayes - Club Libertad 1:1      |

### Clausura 9
| Mecz                                             |
| ------------------------------------------------ |
| Cerro Porteño - Club Guaraní 1:3                 |
| Club Libertad - Atlético Colegiales 1:0          |
| Club Olimpia - 12 de Octubre Itaugua 1:1         |
| Sportivo San Lorenzo - Club Presidente Hayes 3:2 |
| Club Sol de América - Club Nacional 1:1          |
| Sportivo Luqueño - Cerro Corá Asunción 0:1       |

### Clausura 10
| Mecz                                          |
| --------------------------------------------- |
| 12 de Octubre Itaugua - Club Nacional 1:2     |
| Cerro Corá Asunción - Atlético Colegiales 2:1 |
| Club Guaraní - Club Presidente Hayes 0:1      |
| Club Olimpia - Cerro Porteño 0:2              |
| Sportivo San Lorenzo - Club Libertad 0:0      |
| Sportivo Luqueño - Club Sol de América 0:0    |

### Clausura 11
| Mecz                                            |
| ----------------------------------------------- |
| Cerro Porteño - Cerro Corá Asunción 1:1         |
| Atlético Colegiales - Club Nacional 1:2         |
| Club Libertad - Club Guaraní 3:4                |
| Club Olimpia - Sportivo San Lorenzo 3:2         |
| Club Sol de América - 12 de Octubre Itaugua 1:1 |
| Sportivo Luqueño - Club Presidente Hayes 1:1    |

### Tabela końcowa Clausura 1998
| Poz | Klub                  | Mecze | Zw | Rem | Por | Pkt | BrZd | BrStr |
| --- | --------------------- | ----- | -- | --- | --- | --- | ---- | ----- |
| 1   | Cerro Porteño         | 11    | 8  | 2   | 1   | 26  | 28   | 9     |
| 2   | Club Guaraní          | 11    | 6  | 3   | 2   | 21  | 20   | 15    |
| 3   | Cerro Corá Asunción   | 11    | 5  | 3   | 3   | 18  | 18   | 16    |
| 4   | Atlético Colegiales   | 11    | 5  | 1   | 5   | 16  | 14   | 15    |
| 5   | 12 de Octubre Itaugua | 11    | 4  | 3   | 4   | 15  | 18   | 20    |
| 6   | Club Sol de América   | 11    | 2  | 7   | 2   | 13  | 12   | 10    |
| 7   | Club Nacional         | 11    | 2  | 7   | 2   | 13  | 17   | 23    |
| 8   | Club Olimpia          | 11    | 3  | 3   | 5   | 12  | 13   | 12    |
| 9   | Sportivo San Lorenzo  | 11    | 2  | 5   | 4   | 11  | 13   | 16    |
| 10  | Sportivo Luqueño      | 11    | 2  | 5   | 4   | 11  | 8    | 13    |
| 11  | Club Libertad         | 11    | 1  | 6   | 4   | 9   | 12   | 18    |
| 12  | Club Presidente Hayes | 11    | 1  | 5   | 5   | 8   | 12   | 18    |

Przed Liguillą czołowe 6 klubów otrzymało dodatkowe bonusy w zależności od zajętego miejsca - klub na pierwszym miejscu otrzymał 3 punkty, na drugim - 2.5 punktu, na trzecim - 2 punkty, czwarty - 1.5 punktu, piąty - 1 punkt i szósty - 0.5 punktu.

### Liguilla Clausura
| Mecz                                            |
| ----------------------------------------------- |
| Club Sol de América - Sportivo San Lorenzo 1:3  |
| Cerro Porteño - Atlético Colegiales 1:0         |
| 12 de Octubre Itaugua - Club Guaraní 0:1        |
| Club Olimpia - Cerro Corá Asunción 2:2          |
| Sportivo San Lorenzo - Cerro Porteño 2:3        |
| Atlético Colegiales - Club Sol de América 1:1   |
| Club Guaraní - Club Olimpia 1:2                 |
| Cerro Corá Asunción - 12 de Octubre Itaugua 2:1 |
| Sportivo San Lorenzo - Atlético Colegiales 1:3  |
| Cerro Porteño - Club Sol de América 3:1         |
| Club Guaraní - Cerro Corá Asunción 2:2          |
| Club Olimpia - 12 de Octubre Itaugua 3:1        |

W poniższych tabelach uwzględniono otrzymane wcześniej bonusy za pozycję w tabeli pierwszej fazy turnieju Clausura.
| Poz | Klub                 | Mecze | Zw | Rem | Por | Pkt | BrZd | BrStr |
| --- | -------------------- | ----- | -- | --- | --- | --- | ---- | ----- |
| 1   | Cerro Porteño        | 3     | 3  | 0   | 0   | 12  | 7    | 3     |
| 2   | Atlético Colegiales  | 3     | 1  | 1   | 1   | 5.5 | 4    | 3     |
| 3   | Sportivo San Lorenzo | 3     | 1  | 0   | 2   | 3   | 6    | 7     |
| 4   | Club Sol de América  | 3     | 0  | 1   | 2   | 1.5 | 3    | 7     |

| Poz | Klub                  | Mecze | Zw | Rem | Por | Pkt | BrZd | BrStr |
| --- | --------------------- | ----- | -- | --- | --- | --- | ---- | ----- |
| 1   | Club Olimpia          | 3     | 2  | 1   | 0   | 7   | 7    | 4     |
| 2   | Cerro Corá Asunción   | 3     | 1  | 2   | 0   | 7   | 6    | 5     |
| 3   | Club Guaraní          | 3     | 1  | 1   | 1   | 6.5 | 4    | 4     |
| 4   | 12 de Octubre Itaugua | 3     | 0  | 0   | 3   | 1   | 2    | 6     |

### 1/2 finału
| Mecz                                    |
| --------------------------------------- |
| Cerro Corá Asunción - Cerro Porteño 1:0 |
| Atlético Colegiales - Club Olimpia 0:5  |
| Cerro Porteño - Cerro Corá Asunción 3:0 |
| Club Olimpia - Atlético Colegiales 1:1  |

### Finał
| Data              | Mecz                                        |
| ----------------- | ------------------------------------------- |
| ??                | Club Olimpia - Cerro Porteño 4:1            |
| 22 listopada 1998 | Cerro Porteño - Club Olimpia 3:0, karne 4:3 |

Zwycięzcą turnieju Clausura w roku 1998 został klub Cerro Porteño.

## Campeonato Paraguay 1998
O tytuł mistrza Paragwaju zmierzył się mistrz turnieju Apertura klub Club Olimpia z mistrzem turnieju Clausura klubem Cerro Porteño. 
| Data              | Mecz                             |
| ----------------- | -------------------------------- |
| 29 listopada 1998 | Cerro Porteño - Club Olimpia 2:2 |
| ??                | Club Olimpia - Cerro Porteño 3:1 |

Mistrzem Paragwaju w roku 1998 został klub Club Olimpia.

## Sumaryczna tabela sezonu 1998
Połączenie fazy ligowej turnieju Apertura oraz fazy ligowej turnieju Clausura.
| Poz | Klub                  | Mecze | Zw | Rem | Por | Pkt | BrZd | BrStr |
| --- | --------------------- | ----- | -- | --- | --- | --- | ---- | ----- |
| 1   | Cerro Porteño         | 22    | 16 | 3   | 3   | 51  | 52   | 19    |
| 2   | Club Guaraní          | 22    | 10 | 6   | 6   | 36  | 31   | 28    |
| 3   | Club Olimpia          | 22    | 9  | 5   | 8   | 32  | 28   | 19    |
| 4   | Sportivo Luqueño      | 22    | 8  | 8   | 6   | 32  | 25   | 29    |
| 5   | Cerro Corá Asunción   | 22    | 8  | 6   | 8   | 30  | 33   | 34    |
| 6   | 12 de Octubre Itaugua | 22    | 8  | 5   | 9   | 29  | 32   | 35    |
| 7   | Atlético Colegiales   | 22    | 8  | 4   | 10  | 28  | 24   | 29    |
| 8   | Club Sol de América   | 22    | 5  | 11  | 6   | 26  | 24   | 25    |
| 9   | Club Presidente Hayes | 22    | 5  | 9   | 8   | 24  | 23   | 28    |
| 10  | Club Nacional         | 22    | 4  | 11  | 7   | 23  | 35   | 43    |
| 11  | Sportivo San Lorenzo  | 22    | 5  | 8   | 9   | 23  | 25   | 33    |
| 12  | Club Libertad         | 22    | 3  | 10  | 9   | 19  | 20   | 30    |

Klub Club Sol de América wycofał się z Copa CONMEBOL 1999 i zastąpiony został przez klub Sportivo San Lorenzo.

## Tabela spadkowa 1998
Tabela spadkowa zbudowana została na podstawie tabel sumarycznych z ostatnich dwóch sezonów. Z ligi spadły dwa kluby, które miały najsłabszą średnią liczbę punktów w przeliczeniu na mecz w ostatnich dwóch sezonach łącznie.
| Poz | Klub                  | 1997 pkt/m | 1998 pkt/m | Razem pkt/mecze | Średnia |
| --- | --------------------- | ---------- | ---------- | --------------- | ------- |
| 1   | Cerro Porteño         | 41/24      | 51/22      | 92/46           | 2.000   |
| 2   | Club Olimpia          | 49/24      | 32/22      | 81/46           | 1.761   |
| 3   | Club Guaraní          | 43/24      | 36/22      | 79/46           | 1.717   |
| 4   | Cerro Corá Asunción   | 39/24      | 30/22      | 69/46           | 1.500   |
| 5   | Sportivo Luqueño      | 36/24      | 32/22      | 68/46           | 1.478   |
| 6   | 12 de Octubre Itaugua | 0/0        | 30/22      | 30/22           | 1.364   |
| 7   | Sportivo San Lorenzo  | 39/24      | 23/22      | 62/46           | 1.348   |
| 8   | Atlético Colegiales   | 33/24      | 28/22      | 61/46           | 1.326   |
| 9   | Club Sol de América   | 32/24      | 26/22      | 58/46           | 1.261   |
| 10  | Club Presidente Hayes | 32/24      | 24/22      | 56/46           | 1.217   |
| 11  | Club Nacional         | 32/24      | 23/22      | 55/46           | 1.196   |
| 12  | Club Libertad         | 32/24      | 19/22      | 51/46           | 1.109   |